# HD 80064
HD 80064，又名BD+12 2009，SAO 98476、HR 3689，是一颗恒星，视星等为6.41，位于銀經219.39，銀緯37.66，其B1900.0坐标为赤經9h 12m 25.8s，赤緯+11° 37.66′ 12″。